# 小銃擲弾
小銃擲弾（しょうじゅうてきだん、英語: Rifle grenade）は、小銃を用いて発射する擲弾。

## 来歴
小銃擲弾は、第一次世界大戦での塹壕戦に起源を有する。西部戦線が構築されると、投擲のため身を晒さずに敵の塹壕に手榴弾を投射できる手段が求められるようになった。これに応じて開発されたのが小銃擲弾であった。
このときには、小銃の銃口部にカップ型の発射機を装備して、ここに手榴弾を入れて空砲で射出するもののほか、手榴弾に棒をつけて銃口に差し込み空砲で射出するものなどが開発された。ただし大重量の擲弾を射出する必要から、通常よりも薬室圧力が上昇するため、反動が激しく、肩付け射撃ができないため射撃精度が低いという問題があった。また小銃本体の消耗も激しいことから、戦間期には、ドイツ国防軍の5 cm leGrW 36や大日本帝国陸軍の八九式重擲弾筒のように、専用の小型迫撃砲が志向されることになった。この時期、イタリア王国では特殊部隊用のカルカノM1891/28カービンに装着して使用する38mm口径の擲弾発射器であるMod 28「トロンボンチーノ」が開発されており、後のXM148やM79に影響を与えた可能性が指摘されているが、この時点では普及しなかった。
その後、第二次世界大戦では、小銃の銃口部に簡単な管を装着して、これにロケット型の擲弾を差し込んで、空砲で射出する方式が登場し、こちらは大戦後も長く命脈を保つことになった。現代では、特別な発射管すら必要とせず、銃身先端の消炎器にそのまま装着して、実包で発射できるものが主流となっている。このため、西側諸国の小銃では消炎器の外径を22mmに統一し、共用化を図っている。小銃擲弾を発射できる自動小銃では、通常よりも高い圧力によって機関部が激しく作動することを避けるために、自動機能を手動で停止できる製品もある。ガス圧作動式の自動小銃であれば、発射ガスの経路を遮断する部品を設けることで、擲弾発射に対応できる。

## 種類
対戦車用
成形炸薬弾を用いた対装甲・トーチカ用のもの。ただし小銃に装着する必要から大型化に制約があり、戦車の装甲性能の向上に追随できなくなっており、下記のように、主目標を軽装甲車両や対人用にしたものが主流となりつつある。
対軽装甲・対人用
成形炸薬弾による装甲貫徹効果とともに、破片効果による対人効果を付加したもの。
戦闘支援用
照明弾、発煙弾など。暗視装置に対応した赤外線照明弾も登場している。またイスラエル・エアロスペース・インダストリーズ社では、カメラと送信機を収容した、偵察用のインテリジェント弾も製作した。
低致死性
ゴム弾、催涙弾、閃光発音弾などが用いられている。また特殊用途として、扉破壊用のSIMON ライフルグレネードもある。
従来の小銃擲弾は、専用の擲弾薬筒（空砲あるいは木製弾頭付き）を小銃に装填・射撃することによって射出されていた。
フランス陸軍が1916年に採用したVB式小銃擲弾は通常の小銃実包をそのまま使えるバレットスルー方式で、小銃弾は擲弾の中心に設けられた貫通孔を通過して飛び去り、次いで発射ガスが擲弾を射出する。日本陸軍が1940年に採用した一〇〇式擲弾器もやはり通常の小銃実包を使うが、バレットスルー方式ではなく、小銃銃身の軸線と平行に配置されたカップ型発射器に発射ガスを導く構造だった。
その後、実包による発射に対応した弾丸トラップ方式が登場し、現代ではこちらが主流となった。これは発射筒部に設けられた弾丸トラップで小銃弾を受け止め、この作用と発射ガスの作用によって、飛翔体部を射出するものである。また陸上自衛隊の06式小銃てき弾では、更に分離飛翔方式の採用により、射手に有害な後方飛散物の発生を防いでいる。
なお上記の通り、小銃擲弾は小銃による射出を前提としているが、フランキ社では、2連装・3連装の専用発射機も試作した。

## 主な機種
- 甲号擲弾銃（大日本帝国陸軍：スティック型）
- 九一式擲弾器（大日本帝国陸軍：ソケット型）
- 一〇〇式擲弾器（大日本帝国陸軍：カップ型）
- 二式擲弾器（大日本帝国陸軍：カップ型）
- 三式擲弾器（大日本帝国陸軍：ソケット型）
- リュシェール・モデル 40mm（フランス軍）
- バック RW704（ドイツ国防軍）
- MPiK カップ・グレネードランチャー（国家人民軍（ドイツ民主共和国）
- フランキ AP/AV700（イタリア軍）
- デザメット GNPO（ポーランド語版）（ポーランド軍）
- ツァスタバ M60 ライフルグレネード（英語版）（セルビア軍）
- 06式小銃てき弾（陸上自衛隊（日本）：ソケット型）
- S&W リボルバー・グレネード（アメリカ軍）
- M31 HEAT ライフルグレネード（アメリカ軍）
- ENERGA　ライフルグレネード（ベルギー軍）
- AC58 ライフルグレネード（フランス軍）
- APAV40 ライフルグレネード（フランス軍）
- SIMON ライフルグレネード（イスラエル国防軍）